# Najwan Darwish
 (février 2017).
Pour les articles homonymes, voir Darwish.
Najwan Darwish (en arabe : نجوان درويش) est un poète, journaliste et critique littéraire palestinien. Il est né le 8 décembre 1978 à Jérusalem. Il est considéré comme un des poètes les plus importants de l'actualité en langue arabe. 
Il fait partie de la liste Beyrouth 39 des écrivains arabes parmi les plus prometteurs.